# Leon Sperling
Leon Sperling (ur. 7 sierpnia 1900 w Krakowie, zm. ok. 15 grudnia 1941 we Lwowie) – polski piłkarz żydowskiego pochodzenia występujący na pozycji napastnika, reprezentant Polski w latach 1921–1930, olimpijczyk, ofiara Holocaustu.

## Życiorys
Jeden z najlepszych napastników okresu międzywojennego. Wychowanek Jutrzenki Kraków, w dorosłej karierze związany z Cracovią (1920–1934). Rozegrał w barwach Pasów 381 meczów, w tym 131 ligowych. W barwach Cracovii zdobył trzykrotnie tytuły mistrza Polski (1921, 1930, 1932).
W reprezentacji zagrał w 16 meczach oficjalnych i 5 spotkaniach z drużynami amatorskimi (21 spotkań w barwach reprezentacji to klubowy rekord, w meczach oficjalnych należy on jednak do Tadeusza Parpana – 20 meczów), strzelając 2 gole. Debiutował w pierwszym meczu rozegranym przez polską reprezentację 18 grudnia 1921 w Budapeszcie z Węgrami (przegrana 0:1). W 1924 wystąpił na igrzyskach olimpijskich w Paryżu.
Pochodził z żydowskiej rodziny. Ukończył liceum handlowe i pracował jako kasjer Banku Małopolskiego w Krakowie. Po wybuchu II wojny światowej znalazł się we Lwowie, gdzie był trenerem. Po wkroczeniu Niemców trafił do getta lwowskiego. Został zastrzelony na ulicy między 15 a 20 grudnia 1941 przez pijanego gestapowca.
Tak pisał o Sperlingu piłkarz Cracovii Józef Kałuża: „Znakomity lewoskrzydłowy, technik najwyższej klasy, wielki indywidualista. Zbliżony w stylu gry całkowicie do Mielecha – ustępował mu w szybkości, bił go natomiast zwrotnością ruchów i jakością strzału”.
Henryk Vogler dodawał: „Maleńki lewoskrzydłowy Sperling, wołany Muniu, umiejący tak sprytnie wymanewrować dryblingiem przeciwników, że cała widownia rechotała ze śmiechu”.

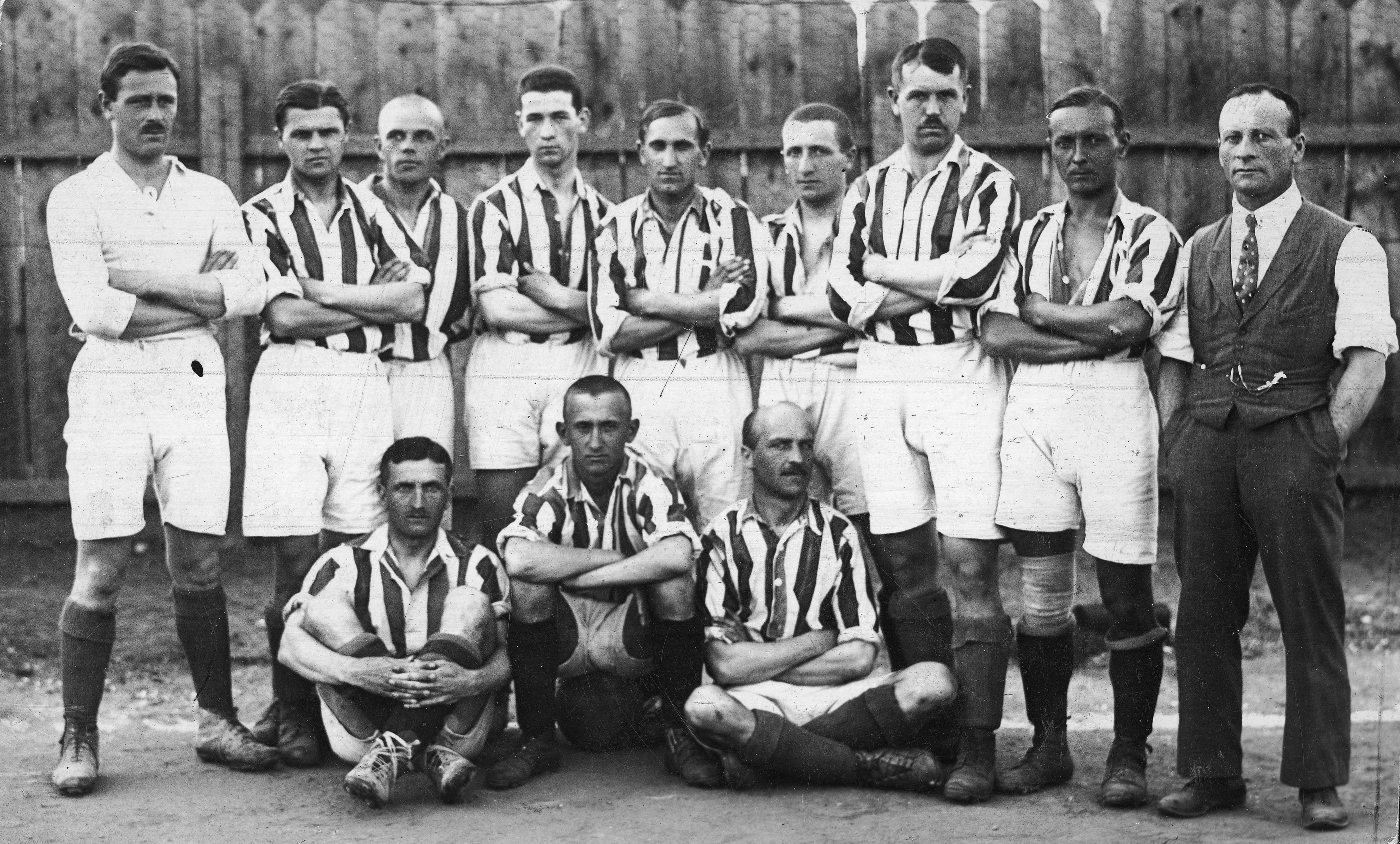
Sperling (stoi czwarty od prawej) w barwach Cracovii, mistrza Polski 1921
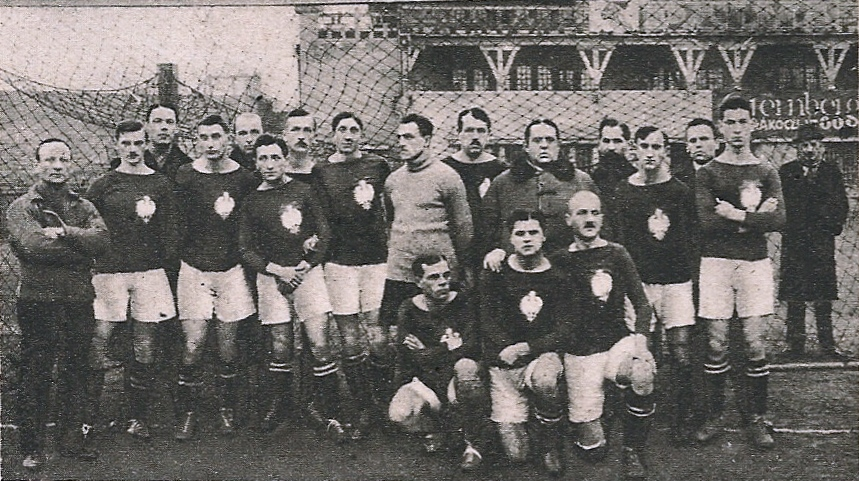
Sperling (pośród stojących w koszulce z orłem, stoi jako trzeci od lewej) przed pierwszym meczem reprezentacji Polski, 1921
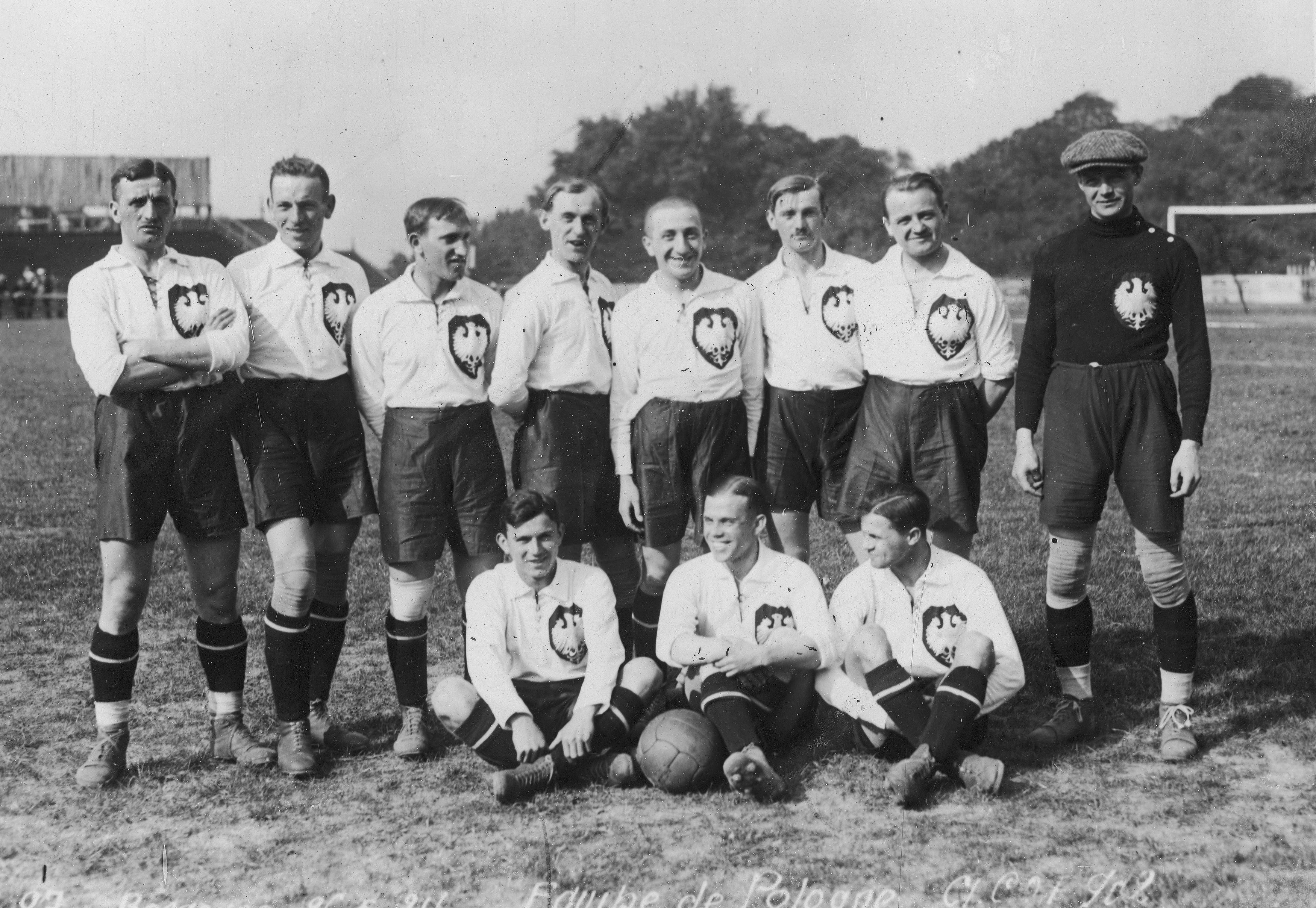
Sperling (stoi czwarty od prawej) w barwach reprezentacji Polski podczas igrzysk olimpijskich w 1924 r.

## Odznaczenia
- Srebrny Krzyż Zasługi (19 marca 1931)[7]